# Ultar Sar

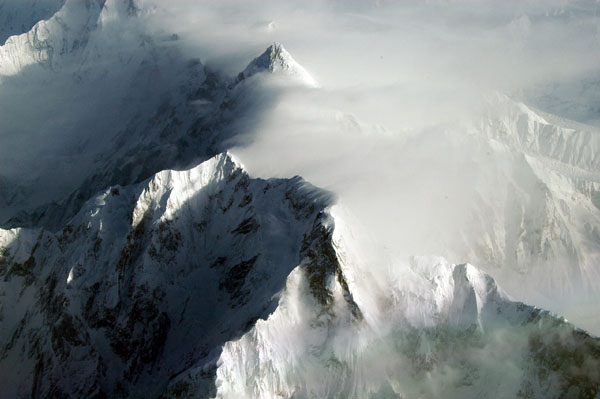
Ultar Sar (v popředí), Šispare (vzadu) a Bojohagur Duan Asir (vlevo uprostřed)

Ultar Sar (také Ultar, Ultar II nebo Bojohagur Duanasir II) je hora vysoká 7 388 m n. m. nacházející se v pohoří Karákóram v Pákistánu.

## Historie výstupů
Během osmdesátých a devadesátých let patnáct expedic uskutečnilo pokus o zdolání vrcholu. Všechny neúspěšně a s řadou smrtelných následků.
První dva výstupy na vrchol byly provedeny v roce 1996 dvěma samostatnými japonskými expedicemi. Prvovýstup se zdařil 11. července japonské expedici pod vedením Akita Yamazakiho a druhý pod vedením Kena Takahashiho. V prvním vrcholovém týmu byli horolezci Yamazaki a Kiyoshi Matsuoka. Vylezli na vrchol jihozápadní stranou v alpském stylu převážně v noci, aby zabránili nebezpečí pádu kamení a ledu. Při návratu z vrcholu čelili silným bouřím a Yamazaki zemřel po sestupu do základního tábora. Druhý výstup provedli 31. července přes jižní hřeben Takahashi, Masayuki Ando, Ryushi Hoshino, Wataru Saito a Nobuo Tsutsumi.
Třetí výstup na vrchol provedli z jihozápadní strany Daniel Akbar a British Born – pákistánský horolezec. Daniel Akbar vylezl na vrchol sólo v alpském stylu s použitím některých starých pevných lan z dřívější expedice.